# Нилеч
Нилеч — река в России, протекает в Сысольском районе Республики Коми. Устье реки находится в 20 км по правому берегу реки Буб. Длина реки составляет 20 км, площадь водосборного бассейна — 104 км².
Течёт преимущественно на запад в лесистой местности. Основные притоки (от истока к устью, оба левые): Виель, Ви (6 км от устья). Впадает в Буб возле деревни Бубдор и автодороги Вятка.

## Данные водного реестра
По данным государственного водного реестра России относится к Двинско-Печорскому бассейновому округу, водохозяйственный участок реки — Вычегда от истока до города Сыктывкар, речной подбассейн реки — Вычегда. Речной бассейн реки — Северная Двина.
Код объекта в государственном водном реестре — 03020200112103000019515.